# Marvelous Nakamba
Marvelous Nakamba (Hwange, 19 januari 1994) is een Zimbabwaans voetballer die doorgaans als middenvelder speelt. Hij verruilde Aston Villa in juli 2023 voor Luton Town, dat hem in het voorgaande halfjaar al huurde. Nakamba debuteerde in 2015 in het Zimbabwaans voetbalelftal.

## Clubloopbaan

### AS Nancy
Nakamba begon in de jeugd bij Highlanders FC en debuteerde op zestienjarige leeftijd bij Bantu Tshintsha Guluva Rovers FC. Begin 2012 viel hij op tijdens een internationaal toernooi in de Verenigde Staten. Hij liep toen in april stage bij Cercle Brugge en in juli bij AS Nancy. De Franse club haalde hem binnen en voegde hem toe aan het tweede team, op dat moment actief in de Championnat de France amateur. Nakamba degradeerde in zijn tweede seizoen met dat team naar de Championnat de France amateur 2, maar werd zelf toegevoegd aan de selectie van het eerste elftal. Hiervoor speelde hij in mei 2014 twee wedstrijden in de Ligue 2. Zijn contract werd daarna niet verlengd.

### Vitesse
Nakamba was in juli 2014 op proef bij Vitesse. Hier tekende hij op 13 augustus 2014 een vierjarig contract. Nakamba debuteerde op 27 september 2014 in het eerste elftal van Vitesse. Tijdens een wedstrijd in de Eredivisie uit bij FC Dordrecht viel hij in voor Kelvin Leerdam. Nakamba werd in het seizoen 2015/16 basisspeler bij Vitesse. Hij maakte op 21 februari 2016 zijn eerste doelpunt voor de Arnhemse club, in de competitie uit bij De Graafschap. Nakamba behoorde in 2015/16 ook tot de kern van het team van Vitesse dat voor het eerst in het 125-jarig bestaan van de club de KNVB Beker won.

### Club Brugge
Nakamba verruilde Vitesse in juli 2017 voor Club Brugge. Hier tekende hij een vierjarig contract. De transfersom lag rond de drie miljoen euro. Bij Club moest Nakamba op termijn de opvolger worden van Timmy Simons. Coach Ivan Leko nam hem meteen op in zijn vaste basisopstelling. Zo werd Nakamba in 2017/18 voor het eerst in zijn profloopbaan landskampioen, met twaalf punten voorsprong op Anderlecht. In het daaropvolgende seizoen verloor Nakamba zijn positie regelmatig aan Mats Rits. Hij speelde dat jaar net zo vaak wel als niet. Na afloop van de zomerstop kwam hij niet terug naar België.

### Aston Villa
Nakamba tekende in augustus 2019 bij Aston Villa, dat 12 miljoen euro voor hem betaalde aan Club Brugge. Hiervoor debuteerde hij op 16 september 2019 in de Premier League, thuis tegen West Ham United. Hij bleef vier jaar bij de Engelse club, maar werd nooit basisspeler. Na zijn eerste seizoen nam zijn speeltijd steeds verder af. Daarnaast kostte een knieblessure hem 3,5 maand van 2021/22.

### Luton Town
Nakamba speelde in het eerste halfjaar van 2022/23 geen minuut voor Aston Villa. De Engelse club verhuurde hem in januari 2023 vervolgens voor een half jaar aan Luton Town. Hier fungeerde hij vanaf eind februari de rest van het seizoen als basisspeler. Met Luton Town werd hij dat jaar derde in de Championship. Zijn ploeggenoten en hij promoveerden daarna in de play-offs voor het eerst in de clubhistorie naar de Premier League. Nakamba verruilde Aston Villa in juli 2023 definitief voor Luton Town.

## Clubstatistieken
| Seizoen         | Club            |                    | Competitie       | Competitie | Competitie | Beker | Beker | Internationaal | Internationaal | Overig | Overig | Totaal | Totaal |
| Seizoen         | Club            | Duels              | Competitie       | Goals      | Duels      | Goals | Duels | Goals          | Duels          | Goals  | Duels  | Goals  |        |
| --------------- | --------------- | ------------------ | ---------------- | ---------- | ---------- | ----- | ----- | -------------- | -------------- | ------ | ------ | ------ | ------ |
| 2013/14         | AS Nancy        | Vlag van Frankrijk | Ligue 2          | 2          | 0          |       |       | –              | –              |        |        | 2      | 0      |
| 2014/15         | Vitesse         | Vlag van Nederland | Eredivisie       | 6          | 0          | 0     | 0     | –              | –              | 2      | 0      | 8      | 0      |
| 2015/16         | Vitesse         | Vlag van Nederland | Eredivisie       | 30         | 1          | 1     | 0     | 2              | 0              | –      | –      | 33     | 1      |
| 2016/17         | Vitesse         | Vlag van Nederland | Eredivisie       | 31         | 1          | 5     | 1     | –              | –              |        |        | 36     | 2      |
| 2017/18         | Club Brugge     | Vlag van België    | Eerste klasse A  | 35         | 0          | 5     | 0     | 4              | 0              | 0      | 0      | 44     | 0      |
| 2018/19         | Club Brugge     | Vlag van België    | Eerste klasse A  | 18         | 0          | 0     | 0     | 5              | 0              | 0      | 0      | 23     | 0      |
| 2019/20         | Aston Villa FC  | Vlag van Engeland  | Premier League   | 29         | 0          | 5     | 0     | 0              | 0              | 0      | 0      | 34     | 0      |
| 2020/21         | Aston Villa FC  | Vlag van Engeland  | Premier League   | 13         | 0          | 3     | 0     | 0              | 0              | 0      | 0      | 16     | 0      |
| 2021/22         | Aston Villa FC  | Vlag van Engeland  | Premier League   | 16         | 0          | 2     | 0     | 0              | 0              | 0      | 0      | 18     | 0      |
| 2022/23         | Aston Villa FC  | Vlag van Engeland  | Premier League   | 0          | 0          | 0     | 0     | 0              | 0              | 0      | 0      | 0      | 0      |
| 2022/23         | → Luton Town    | Vlag van Engeland  | Championship     | 17         | 0          | 0     | 0     | 0              | 0              | 0      | 0      | 17     | 0      |
| 2023/24         | Luton Town      | Vlag van Engeland  | Premier League   | 13         | 0          | 1     | 0     | 0              | 0              | 0      | 0      | 14     | 0      |
| 2024/25         | Luton Town      | Vlag van Engeland  | EFL Championship | 21         | 0          | 2     | 0     | 0              | 0              | 0      | 0      | 23     | 0      |
| Carrière totaal | Carrière totaal | Carrière totaal    | Carrière totaal  | 223        | 2          | 24    | 1     | 11             | 0              | 2      | 0      | 260    | 3      |

## Erelijst
| Competitie           |         |         |         |         |
| Competitie           | Aantal  | Jaren   |         |         |
| Vitesse              | Vitesse | Vitesse | Vitesse | Vitesse |
| -------------------- | ------- | ------- | ------- | ------- |
| Winnaar KNVB Beker   | 1x      | 2016/17 |         |         |
| Club Brugge          |         |         |         |         |
| Landskampioen België | 1x      | 2017/18 |         |         |
| Belgische Supercup   | 1x      | 2018    |         |         |

## Internationaal
Nakamba kwam uit voor verschillende vertegenwoordigende Zimbabwaanse jeugdselecties. Hij debuteerde op 13 juni 2015 in het Zimbabwaans voetbalelftal. Bondscoach Callisto Pasuwa liet hem toen in de 67e minuut invallen voor Cuthbert Malajilaa tijdens een met 1–2 gewonnen kwalificatiewedstrijd voor het Afrikaans kampioenschap, uit bij Malawi. Hij werd niet geselecteerd voor het eindtoernooi, maar werd daarna weer opgeroepen voor kwalificatieduels voor de volgende editie. Pasuwa nam Nakamba wel mee naar het Afrikaans kampioenschap 2017. Hier stond hij twee van de drie groepswedstrijden in de basis. Op het Afrikaans kampioenschap 2019 speelde hij de openingswedstrijd.
| Interlands van Marvelous Nakamba voor Zimbabwe | Interlands van Marvelous Nakamba voor Zimbabwe | Interlands van Marvelous Nakamba voor Zimbabwe | Interlands van Marvelous Nakamba voor Zimbabwe | Interlands van Marvelous Nakamba voor Zimbabwe | Interlands van Marvelous Nakamba voor Zimbabwe | Interlands van Marvelous Nakamba voor Zimbabwe |
| №                                              | Datum                                          | Wedstrijd                                      | Uitslag                                        | Soort wedstrijd                                | Doelpunten                                     |                                                |
| Als speler bij Vitesse                         | Als speler bij Vitesse                         | Als speler bij Vitesse                         | Als speler bij Vitesse                         | Als speler bij Vitesse                         | Als speler bij Vitesse                         | Als speler bij Vitesse                         |
| ---------------------------------------------- | ---------------------------------------------- | ---------------------------------------------- | ---------------------------------------------- | ---------------------------------------------- | ---------------------------------------------- | ---------------------------------------------- |
| 1.                                             | 13 juni 2015                                   | Malawi – Zimbabwe                              | 1 – 2                                          | Kwalificatie Afrika cup 2017                   | 0                                              |                                                |
| 2.                                             | 28 maart 2016                                  | Zimbabwe – Swaziland                           | 4 – 0                                          | Kwalificatie Afrika cup 2017                   | 0                                              |                                                |
| 3.                                             | 5 juni 2016                                    | Zimbabwe – Malawi                              | 3 – 0                                          | Kwalificatie Afrika cup 2017                   | 0                                              |                                                |
| 4.                                             | 4 september 2016                               | Guinee – Zimbabwe                              | 1 – 0                                          | Kwalificatie Afrika cup 2017                   | 0                                              |                                                |
| 5.                                             | 13 november 2016                               | Zimbabwe – Tanzania                            | 3 – 0                                          | Vriendschappelijk                              | 0                                              |                                                |
| 6.                                             | 19 januari 2017                                | Senegal – Zimbabwe                             | 2 – 0                                          | Afrika Cup 2017                                | 0                                              |                                                |
| 7.                                             | 23 januari 2017                                | Zimbabwe – Tunesië                             | 2 – 4                                          | Afrika Cup 2017                                | 0                                              |                                                |
| 8.                                             | 11 juni 2017                                   | Zimbabwe – Liberia                             | 3 – 0                                          | Kwalificatie Afrika cup 2019                   | 0                                              |                                                |
| Als speler bij Club Brugge                     |                                                |                                                |                                                |                                                |                                                |                                                |
| 9.                                             | 11 november 2017                               | Namibië – Zimbabwe                             | 3 – 1                                          | Vriendschappelijk                              | 0                                              |                                                |
| 10.                                            | 21 maart 2018                                  | Zambia – Zimbabwe                              | 2 – 2 (5–4 pen.)                               | Vriendschappelijk                              | 0                                              |                                                |
| 11.                                            | 24 maart 2018                                  | Angola – Zimbabwe                              | 2 – 2 (2–4 pen.)                               | Vriendschappelijk                              | 0                                              |                                                |

laatste update op 23 juni 2018 